# Relé numérico

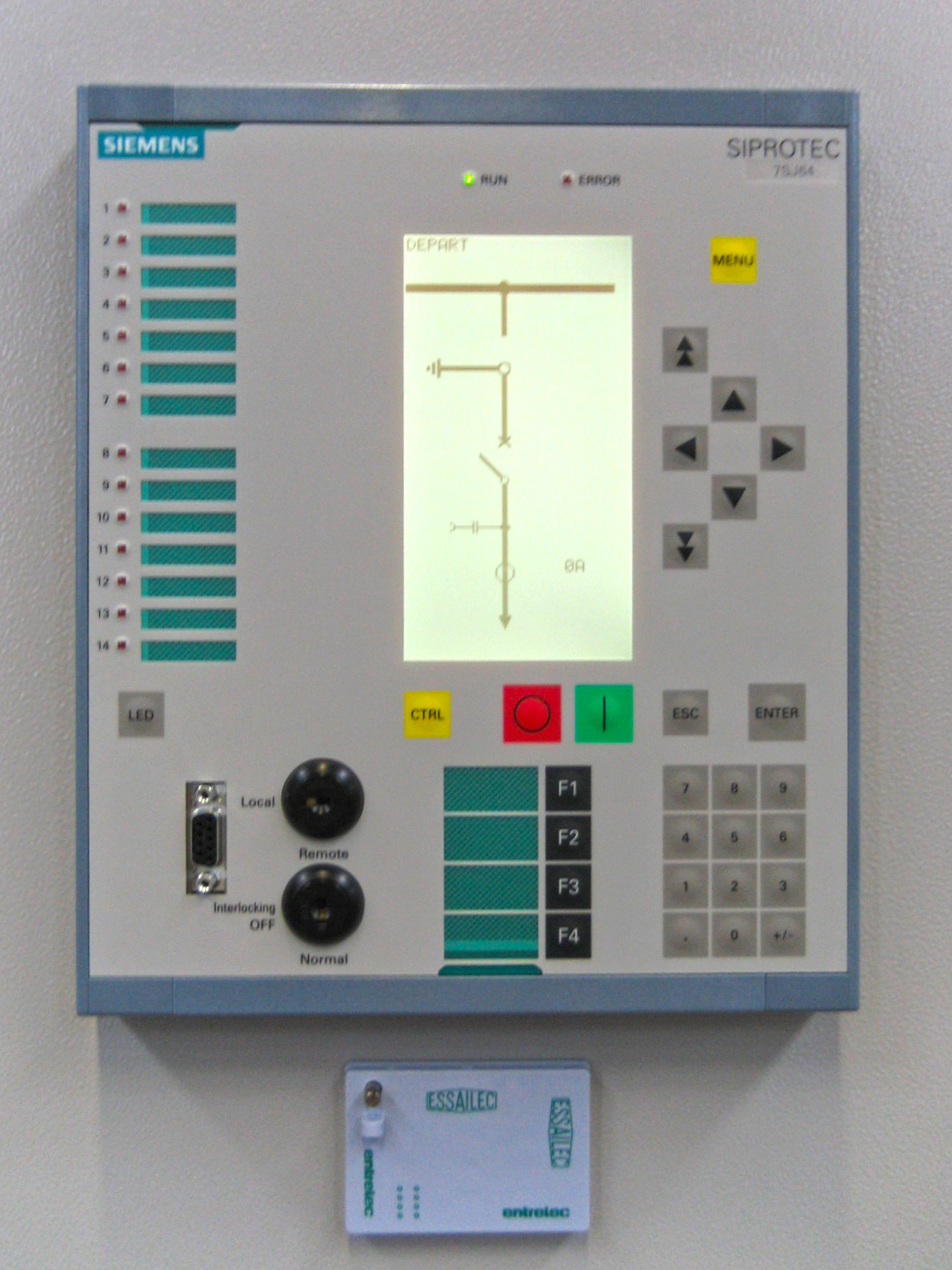
Relé de proteção

Em sistemas de transmissão e distribuição de energia elétrica, tanto industriais quanto de utilidade pública, um relé numérico é um dispositivo computacional que utiliza algoritmos de proteção baseados em software para detectar falhas elétricas. Também conhecidos como relés de proteção microprocessados, esses dispositivos substituem os relés de proteção eletromecânicos, oferecendo funcionalidades avançadas. Além de integrar múltiplas funções de proteção em uma única unidade, eles também realizam medições, comunicação e autotestes de forma eficiente.

## Descrição e definição
O relé de proteção digital é um dispositivo que utiliza um microprocessador para analisar grandezas elétricas, como tensões e correntes, ou outras variáveis de processo de um sistema de energia. Sua principal função é identificar falhas em sistemas elétricos ou de processos industriais com precisão e rapidez. Esse tipo de relé também é conhecido como "relé de proteção numérico".

### Processamento de entrada
Sinais de baixa tensão e baixa corrente (ou seja, no secundário de transformadores de tensão e transformadores de corrente) são levados a um filtro passa-baixa que remove o conteúdo de frequência acima de cerca de 1/3 da frequência de amostragem (um conversor A/D de relé precisa amostrar mais rápido do que duas vezes por ciclo da frequência mais alta que deve monitorar). O sinal CA é então amostrado pelo conversor analógico-digital do relé de 4 a 64 (varia de acordo com o relé) amostras por ciclo do sistema de energia. No mínimo, a magnitude da quantidade de entrada, comumente usando conceitos de transformada de Fourier (RMS e alguma forma de média), seria usada em uma função de relé simples. Análises mais avançadas podem ser usadas para determinar ângulos de fase, potência, potência reativa, impedância, distorção da forma de onda e outras grandezas complexas.
O componente fundamental é suficiente para a maioria dos algoritmos de proteção, exceto nos casos em que se utiliza um algoritmo de alta velocidade baseado em dados de subciclo para monitorar problemas de rápida variação. Os dados amostrados passam por um filtro passa-baixa, que remove numericamente os componentes de frequência superiores à frequência fundamental de interesse (isto é, a frequência nominal do sistema). Em seguida, algoritmos baseados na transformada de Fourier são empregados para extrair a magnitude e o ângulo da frequência fundamental.

### Processamento lógico
O relé analisa as saídas geradas pelo conversor A/D para determinar, por meio de seus algoritmos de proteção, se alguma ação é necessária. Esses algoritmos consistem em um conjunto de equações lógicas, desenvolvidas em parte pelo engenheiro de proteção e em parte pelo fabricante do relé. Equipado com lógica avançada, o relé é capaz de avaliar se deve realizar o desarme ou impedir essa ação, com base em parâmetros configurados pelo usuário. Essa análise considera diversas variáveis, como as entradas analógicas, sinais provenientes de contatos do relé, temporizações e a sequência de eventos.
Se uma condição de falha for detectada, os contatos de saída operam para desarmar o(s) disjuntor(es) associado(s).

### Configuração de parâmetros
A lógica do relé é configurável pelo usuário e pode ser ajustada de diferentes maneiras, desde operações simples, como a troca de interruptores no painel frontal ou a movimentação de jumpers na placa de circuito, até configurações mais avançadas. Estas podem ser realizadas remotamente, acessando a página de configuração de parâmetros internos do relé por meio de um link de comunicação, mesmo a centenas de quilômetros de distância, utilizando outro computador.
O relé pode ter uma ampla coleção de configurações, além do que pode ser inserido por meio de botões e mostradores do painel frontal, e essas configurações são transferidas para o relé por meio de uma interface com um PC ( computador pessoal ), e essa mesma interface de PC pode ser usada para coletar relatórios de eventos do relé.

### Gravação de eventos
Em alguns relés, um breve histórico de todos os dados amostrados é mantido para registros oscilográficos. A gravação de eventos incluiria alguns meios para o usuário ver o tempo das principais decisões lógicas, mudanças de E/S (entrada/saída) do relé e ver, de forma oscilográfica, pelo menos o componente fundamental dos parâmetros analógicos de entrada.

### Exibição de dados
Os relés digitais/numéricos fornecem um visor no painel frontal ou são exibidos em um terminal por meio de uma interface de comunicação. Isso é usado para exibir configurações de relé e valores de corrente/tensão em tempo real, etc.
Relés digitais mais complexos terão portas de protocolo de medição e comunicação, permitindo que o relé se torne um elemento em um sistema SCADA . As portas de comunicação podem incluir RS-232 / RS-485 ou Ethernet (cobre ou fibra óptica). As linguagens de comunicação podem incluir os protocolos Modbus, DNP3 ou IEC61850 .

## Comparação com outros tipos

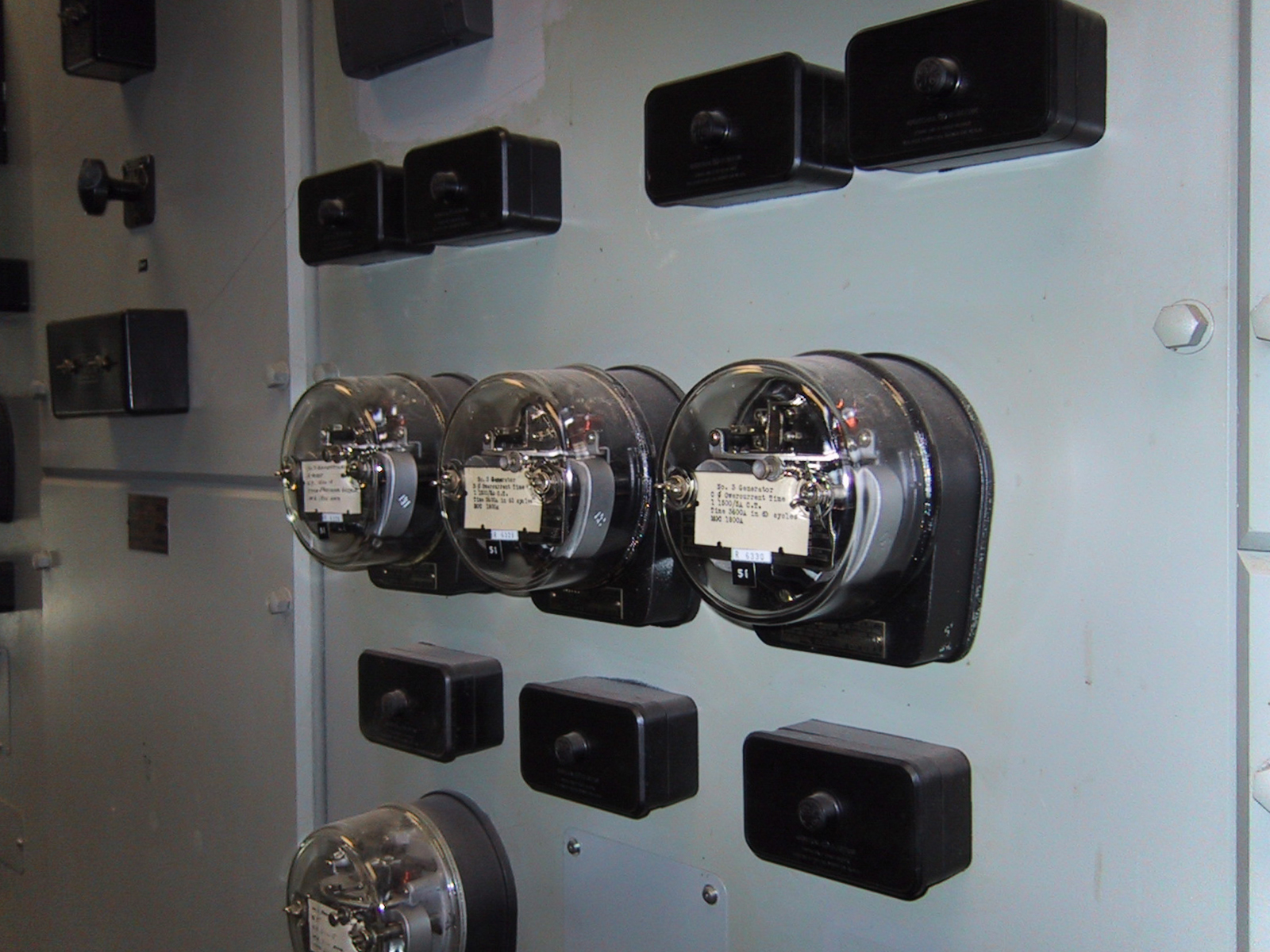
Relés de proteção eletromecânicos em uma estação de geração hidrelétrica

Por outro lado, um relé de proteção eletromecânico opera convertendo tensões e correntes em forças e torques magnéticos ou elétricos, que atuam contra a tensão das molas no relé. A configuração desse tipo de relé é realizada principalmente por meio do ajuste da tensão das molas e dos toques aplicados às bobinas eletromagnéticas, permitindo ao usuário definir os parâmetros de operação.
Em um relé de estado sólido, as formas de onda de tensão e corrente de entrada são monitoradas diretamente por circuitos analógicos, sem serem gravadas ou digitalizadas. Esses valores analógicos são comparados com as configurações definidas pelo usuário, realizadas por meio de potenciômetros no próprio relé e, em alguns casos, por ajustes nas derivações de transformadores.
Em alguns relés de estado sólido, um microprocessador simples é integrado à lógica do relé, mas sua lógica permanece fixa e simplificada. Por exemplo, em relés de sobrecorrente temporizada, a corrente alternada (CA) de entrada é inicialmente reduzida a um pequeno sinal CA, que é então convertido em corrente contínua (CC) proporcional à forma de onda CA por meio de um retificador e filtro. Um amplificador operacional e um comparador geram um sinal CC que aumenta quando um ponto de disparo é alcançado. Posteriormente, um microprocessador básico realiza uma conversão A/D de baixa velocidade do sinal CC, integra os resultados para criar a resposta da curva de sobrecorrente temporizada e aciona o disparo quando a integração ultrapassa um ponto de ajuste. Embora esse tipo de relé contenha um microprocessador, ele não possui as funcionalidades avançadas de um relé digital ou numérico, o que torna o termo "relé microprocessado" pouco preciso para descrevê-lo.

## História
O relé digital/numérico foi idealizado por George Rockefeller em sua tese de mestrado, desenvolvida entre 1967 e 1968 no Newark College of Engineering. Em 1969, George publicou o artigo seminal Fault Protection with a Digital Computer, que marcou o início dessa inovação. A Westinghouse, por sua vez, desenvolveu o primeiro relé digital, o Prodar 70, entre 1969 e 1971. Esse dispositivo foi colocado em operação em uma linha de transmissão de 230 kV na subestação Tesla da PG&E, em fevereiro de 1971, e permaneceu em serviço por seis anos.
Em 2017, George Rockefeller recebeu o prêmio IEEE Halperin Electric Transmission and Distribution em reconhecimento por seu "desenvolvimento pioneiro e demonstração prática de retransmissão de proteção de sistemas de energia elétrica com técnicas de computador digital em tempo real." George também desempenhou um papel fundamental no IEEE, atuando como presidente do Comitê de Retransmissão e Controle de Sistemas de Energia (PSRC) de 1981 a 1982 e como membro do Subcomitê de Retransmissão de Computadores, criado pelo PSRC em 1971 e dissolvido em 1978. Ele contribuiu ainda com o prefácio do tutorial do PSRC sobre Retransmissão de Computadores, publicado em 1979.
Em 1971, M. Ramamoorty foi o primeiro a descrever o cálculo da impedância para proteção de distância usando análise discreta dwFourier.
O primeiro relé digital/numérico prático baseado em microprocessador disponível comercialmente foi desenvolvido por Edmund O. Schweitzer, III, no início da década de 1980. Empresas como SEL, AREVA e ABB Group lideraram os avanços iniciais no mercado dessa tecnologia, que hoje conta com uma ampla variedade de fabricantes.
Na proteção de linhas de transmissão e geradores, os relés digitais começaram a substituir quase totalmente os relés de estado sólido e eletromecânicos em novas construções já em meados da década de 1990. Em aplicações de distribuição, essa transição ocorreu de forma mais gradual. Atualmente, a grande maioria dos relés alimentadores em novas instalações são digitais. No entanto, os relés de estado sólido ainda encontram utilidade em aplicações mais simples, onde a funcionalidade básica é suficiente e a complexidade dos relés digitais pode ser evitada.

## Tipos de elementos de proteção
Elementos de proteção referem-se à lógica geral que envolve a condição elétrica que está sendo monitorada. Por exemplo, um elemento diferencial se refere à lógica necessária para monitorar duas (ou mais) correntes, encontrar sua diferença e disparar se a diferença estiver além de certos parâmetros. Os termos elemento e função são bastante intercambiáveis em muitos casos.
Para simplificar em diagramas unifilares, a função de proteção geralmente é identificada por um número de dispositivo ANSI . Na era dos relés eletromecânicos e de estado sólido, qualquer relé podia implementar apenas uma ou duas funções de proteção, portanto, um sistema de proteção completo pode ter muitos relés em seu painel. Em um relé digital/numérico, muitas funções são implementadas pela programação do microprocessador. Qualquer relé numérico pode implementar uma ou todas essas funções.
Uma lista de números de dispositivos pode ser encontrada em Números de dispositivos ANSI . Um resumo de alguns números de dispositivos comuns vistos em relés digitais é:
- 11 – Dispositivo multifuncional
- 21 – Distância
- 24 – Volts/Hz
- 25 – Sincronizando
- 27 – Subtensão
- 32 – Elemento de potência direcional
- 46 – Corrente de sequência negativa
- 40 – Perda de excitação
- 47 – Tensão de sequência negativa
- 50 – Sobrecorrente instantânea (N para neutro, G para corrente de terra)
- 51 – Sobrecorrente de tempo inverso (N para neutro, G de corrente de terra)
- 59 – Sobretensão
- 62 – Temporizador
- 64 – Falha de aterramento (64F = aterramento de campo, 64G = aterramento do gerador)
- 67 – Sobrecorrente direcional (normalmente controla um elemento 50/51)
- 79 – Relé de Religamento
- 81 – Sub/Superfrequência
- 86 – Supervisão do relé de bloqueio/circuito de disparo
- 87 – Diferencial de corrente (87L=diferença de linha de transmissão; 87T=diferença de transformador; 87G=diferença de gerador)